# Xian de Xixiang
Le xian de Xixiang (西乡县 ; pinyin : Xīxiāng Xiàn) est un district administratif de la province du Shaanxi en Chine. Il est placé sous la juridiction de la ville-préfecture de Hanzhong.

## Démographie
La population du district était de 397 588 habitants en 1999.